# Рав Аши
Рав (раввин) Аши или Аше (др.-евр. אשי‬; род. 352, ум. 427) — вавилонский еврейский учёный раввин-аморай, руководитель еврейской академии в Суре. Привёл в порядок и систематизировал громадный материал, составивший содержание Вавилонской Гемары (части Талмуда, заключающей в себе позднейшие обширные толкования законов основной части талмуда, Мишны).

## Деятельность
Отец Аши, рав Шими, известен как учёный талмудист. Местом рождения предполагают город Мехасию (Мата Мехасия, Мехасья, Махасья, Махуза), находившийся вблизи Нараша и Суры, которые издавна служили центром академической жизни вавилонского еврейства. Академия, основанная Равом (Абба Арика) в Суре, переносилась то в предместье Суры, то в Нараш и наконец надолго утвердилась в Мехасии благодаря деятельности Аши. Учителями Аши были: Рав, рав Нахман бар-Ицхак, рав Амемар и рав Улла. Деятельность Аши совпадает с эпохой царствования в Персии Йездигерда I, который благосклонно относился к евреям и особенно уважал представителей их школ. В числе учёных, приглашавшихся в торжественные дни к царскому двору, был и рав Аши.
Главой академии Аши стал приблизительно в 371 году, после смерти рав Папы, школа которого в Нараше перешла в его ведение в Мехасию. На собственные средства он выстроил новое здание для академии, лично следя за постройкой. Скоро его академия стала центральной, или «великой» (מתינתא רנתא). О ней говорили, что лучше для учеников жить бедно и стеснительно в Мехасии, чем роскошничать в Пумбедите. Если до рави Аши древний обычай эксилархов в определённую «субботу» посещать главную академию ежегодно проводился в Пумбедите и Нараше, то со времени Аши все народные собрания и торжественные выходы эксилархов стали происходить только в Мехасии.
Кроме постоянных учеников академии, был ещё разряд слушателей, которые присутствовали на занятиях только два раза в году. Они являлись при раве Аше в особенно большом количестве, и месяцы элул и адар — время их пребывания в Мехасии — считались торжественными. В эти «месяцы Кала» Аши проходил с своими учениками каждый раз по одному трактату Мишны, так что за своё почти шестидесятилетнее ректорство он успел два раза пройти весь Талмуд.
Согласно Αше, некоторые главы Пятикнижия находятся не на своём месте и должны быть переставлены. Аши верил в сны и значение звезды. Признавая важность мессианской идеи для еврейского народа, он в то же время был против крайних мессианцев, которые полагали, что можно вычислить время пришествия Мессии, и тем приводили народ в волнение и замешательство. Плодотворная жизнь Аши овеяна легендами, по одной из них, имя Аши записано в «Книге Адама», где о нём сказано, что он станет «последним толкователем» (סוף הוראה).

### Редактирование Талмуда
После 20-летнего управления академией, будучи признан первым учёным и религиозным главой всего вавилонского еврейства, Аши приступил к редактированию Талмуда. Эту работу он выполнил при помощи целой коллегии сотрудников, из которых особенно достойны быть отмеченными Рав, Аха бар-Равы и Абина, или, как его чаще называют, Равина. Из других сотрудников наиболее известны: Рав Асси II, Рав Иеймар, Рав Мордехай, Рав Ахи бар-Авьи. Кроме того, в этой работе участвовала целая плеяда палестинских учёных, как, например, р. Абба, р. Ханина и др., которые переселились в Вавилонию из-за гонений на евреев римских наместников в Палестине.

#### Необходимость редакции
Ещё по составлении Мишны оставался обширный галахический материал, состоявший из разных объяснений и школьных дебатов и не использованный редактором Мишны, цель которого была представить галаху в её чистом, законченном виде, оставив в ней по возможности меньше следов процесса, результатом которого был этот кодекс. Все указанные дополнения к галахе преподавались ученикам отдельно, в виде комментариев и добавлений к Мишне. Из этих материалов, получивших название «Барайт», впоследствии были составлены Тосефта и другие сборники.
Однако эти сборники не исчерпали всего внемишнаитского материала: оставалось ещё многое из трудов первых амораев и даже некоторых таннаев. Обширный внемишнаитский материал был назван Гемарой и должен был с течением времени только увеличиваться. Каждый новый случай в религиозной и гражданской жизни евреев, не находивший прямого разрешения в словах канонизированной Мишны, должен был быть подведён, как аналогичный какому-нибудь случаю из Мишны. Кроме того, тщательное, чисто теоретическое изучение текста Мишны и внимательное сравнивание различных её параграфов также неминуемо должно было вести к расширению Гемары. Кроме того амораи очень скоро стали смотреть на Мишну почти как на Священное Писание, a потому толковали её текст не только в буквальном смысле, но применяли к нему также и метод «дераш». Поэтому за несколько веков внемишнаитский материал вырос до громадных размеров и, распределённый по трактатам и главам Мишны, изучался вместе с ней.
Все материалы, входившие в состав Гемары, сохранялись в виде кратких формул, бесед и изречений с точным обозначением имени их автора. Рядом с материалом, касающимся текста Мишны, приводились рассказы и факты из жизни людей того времени. Попутно приводились по какому-нибудь, иногда довольно отдалённому, поводу толкования разных библейских стихов, религиозно-философские рассуждения, моральные сентенции, анекдоты и вообще бесконечное множество разнообразнейших сведений. От всей массы нагромождённых друг на друга материалов Гемара превратилась в настоящую энциклопедию, затрагивающую прямо или косвенно все стороны человеческой жизни.
Гемара, создававшаяся трудами сотен учёных в различные эпохи, не могла отличаться строгим порядком и единством общего плана. Параллельно существовали несколько Гемар: в академиях хотя и преподавалось приблизительно одно и то же, но всё же в разных вариантах, поэтому ученик, принуждённый переходить от одного учителя к другому, испытывал затруднения Сам Аши жаловался, что его память постепенно ослабевает и ему трудно становится запоминать накопленный веками материал «устного учения». Суждения разных учёных в Гемаре не были вполне связаны между собой и с текстом Мишны: недоставало промежуточных фраз и оборотов речи для оформления неразрывной цепи суждений.

#### Вклад Аши
Аши внёс эту необходимую связь между разрозненными фразами толкований и формулами, довёл до логического конца все начатые, но не оконченные рассуждения или прения и, наконец, разрешил не решённые до него теоретические споры и юридические вопросы (ולית הלכתא כפלוני, הלכתא כפלוני). Он создал все технические слова и обороты, обычные в вавилонском Талмуде и отсутствующие в иерусалимском; он также ввёл объяснения к текстам цитируемых барайт и амораев. Это объясняет, почему многие барайты, приводимые в вавилонском Талмуде, не всегда тождественны по тексту с теми же барайтами в других источниках: в Тосефте и в особенности в Иерушалми. Аши был не только редактором Талмуда, но и его завершителем, так как последующие учёные не позволяли себе прибавлять к его тексту или изменять его. Об изменениях и дополнениях, которые претерпела Гемара после рава Аши, см. Сабореи и Гаоны.
Аши составил Гемару только к 35 трактатам Мишны, главным образом, к тем, которые касались современной ему религиозной и гражданской жизни евреев. В вавилонском Талмуде есть целый отдел, не принадлежащий Аши: это так называемые «Малые трактаты» (מסנתות קטנות). Они были составлены позже, в эпоху сабореев.
Большая часть суждений Αши как редактора вошла в вавилонский Талмуд анонимно. Но есть много замечаний, помеченных его именем. Из них можно заключить, что Аши не был агадистом.
Его замечания и суждения, касающиеся галахи, делятся на три категории:
- высказанные ещё в период его ученичества, когда он занимался в академии Равы. Они начинаются обычно словами: «И возразил Рав Аши» (מתינ רנ אשי). Ему отвечает в подобных случаях его учитель Рава, a его товарищи вступают с ним в прения. Таких мест не особенно много в Талмуде (напр. Нидда, 51а);
- более многочисленны места, где Αши в качестве главы редакционной коллегии завершает своим авторитетным словом дебаты, в которых участвовал целый ряд учёных предшествовавших поколений. Аши предлагает своё решение, вводя его формулой «Поди, послушай» (תא שמע), после которой Гемара резюмирует прения словами «отсюда явствует» (שמע מינה) и т. д. (напр. Бер., 9б; Бехор., 2б, 7а);
- замечания от имени Αши, но внесённые сотрудниками Аши после его смерти (Нидда, 63а).

Предполагается, что Аши составил письменный экземпляр своего труда. Хотя и существовало положение, что «устное учение» нельзя записывать (דנרים שנע״פ אי אתה רשאי לאמרם נכתנ), но это правило было ещё раньше упразднено редактором Мишны. Кроме того, «тайные свитки» (מגילת סתרים) и «агадические книги» (ספרי דאגדתא) циркулировали среди учёных и никто не видел в этом ничего дурного.

#### Значение
Очень скоро Талмуд в редакции рави Аши распространился в странах еврейской диаспоры и лёг в основание религиозной и гражданской жизни всего народа. Даже в Палестине Гемара Аши получила первенство и в конце эпохи сабореев изучалась в академиях. Иерусалимский Талмуд не мог конкурировать с вавилонским, ибо все знали, что Αши при составлении своей Гемары имел перед собой иерусалимский Талмуд и с помощью палестинских учёных в достаточной степени использовал его для своего труда.